# Димитрије Миленковић
Димитрије Миленковић (Ниш, 26. октобар 1935 — Ниш, 30. јануар 2025) био je српски књижевник. Од 1953. објављивао је поезију, приче и есеје у значајнијим часописима. Превођен је на више светских језика и заступљен у бројним антологијама многих земаља Европе.

## Живот и каријера
Димитрије Миленковић рођен је 26. октобра 1935. у Нишу, у породици познатог нишког трговца Драгутина Миленковића. Основно школовање заврио је у школи „Вожд Карађорђе“‚ а средње у гимназији „Стеван Сремац“ у Нишу. На филолошком факултету у Београду дипломирао је југословенску и светску књижевност. По завршетку студија у Београду враћа се у родни Ниш где се бавио културом у широком значењу те речи. Њоме се Миленковић бавио као новинар, као критичар и есејиста, као уредник, као организатор и као функционер. Прво као новинар а од 1960. и као руководилац на дужности главног уредника „Гласа омладине“, уредника културне рубрике „Народних новина“, директора издавачке куће „Градина“ и управник Народног позоришта у Нишу.
Миленковић је све време и активни учесник у многим културним подухватима у Нишу, као председник Одбора за међународну културну, просветну и научну сарадњу Скупштине града Ниша, Секције Удружења књижевника Србије за Нишавски и Јужноморавски регион, уметнички директор Књижевне колоније у Сићеву, дугогодишњи члан Савета и редакције часописа „Градина“.
Стални је члан жирија од оснивања Фонда „Дејан Манчић“ 2000. године. „Међутим интимна и трајна, како се сада показује, и истинска његова преокупација била је и остала поезија“.
Живео је и стварао у родном Нишу. У браку са супругом Слободанком (Данком) има ћерке Тамару и Биљану.
Преминуо је у Нишу, 30. јануара 2025. године.

## Књижевно дело
Књижевна дела Димитрија Миленковића трају више од шест деценија, од првих објављених песама 1953. године; „Радости“ „Каскаде“ „Лепота“, „Песма“. Своју прву самосталну збирку песама, бирајући самокритички сам сваку песму, Миленковић је припремао читаву једну деценију. Била је то „Припитомљена светлост“ у издању нишког књижевног друштва „Нестор Жучни“. Од тада кроз више од тридесет објављених књига може да се прати како је стваралачка фигура овог књижевника расла смирено, доследно и естетски осмишљено, све до угледног и савременог представника српске поезије. За собом има и богату библиографију са преко хиљаду библиографских јединица, махом књижевног карактера.
| „ | Миленковић је своју зрелу песничку авантуру започео у периоду неподељеног и бучног успеха свог само годину дана старијег колеге и суграђана и блиског друга из гимназијске литералне секције, Бранка Миљковића. Његова „Утопљеница“, у једном сегменту носила је елегијску потку Бранкове „Узалуд је будим“ | ” |

Миленковић располаже изузетним и драгоценим даром за претакање поетских слика у мисао, што је био један од најзначајнијих разлога да његова поезија више од шест деценија траје не само у српском језику (на коме он ствара) већ и у једанаест светских језика у које је преточена. Његова дела су превођена и објављивана у бројним антологијама у Француској, Италији, Бугарској, Русији, Грчкој, Хрватској и многим другим земљама. У издавачким кућама у Нишу, Београду, Загребу, Барију,  Скопљу објављено је и преко тридесет Миленковићевих књига. Аутор је више антологијских избора поезије, коаутор Сабраних дела Бранка Миљковића и књиге његових раних песама „Похвала свету“.
Миленковићеву поезију понекад није лако одгонетнути као и тајну његовог сложеног певања, мишљења, вибрације стиха и сложеност стилских фигура што најбоље илуструје италијански критичар Енрико Бањато:
| „ | Миленковићево певање је артикулисано на комплетно стилском регистру, који га пре свега чини сложеним за разумевање; вишеслојно је, час се исказује кроз симболички, час кроз надреалистички исказ, честе су елиптичне, алузивне форме. Стих је ретко изломљен, сажет, прибегава неуобичајеним сликама, несвакодневним речима и изразима. Дакле то је поезија која стапа шарм и дубину мисли у елегантну самосвојну лингвистичку творевину (Енрико Бањато) | ” |

Сви они који више деценија прате литерарна догађања у Србији, могли су да примете да: 
| „ | Миленковић припада оној малобројној групи песника која није провоцирана дневним догађајима, није подлегла захтевима „ограничене етике“, оној групи која ствара свовременску поруку немирења и остварује суштину правог поетског исказа... Песник је дружење са људима, травама, камењем, небом и бескрајем искористио и испрограмирао своју поетику кроз непосредан, импулсиван и посве плодотворан уметнички кредо (Благоје Глозић) | ” |

Миленковић и у другој деценији 21. века и даље наставља да ради и претаче у тишини родног Ниша, своје вредно поетско здање које ће нас још много година пленити префињеним ткањем мисли, осећања и многобројним визијама.

## Дела
Од 1964. до 2008. Миленковић је објавио следеће гњиге песама;
- „Припитомљена светлост“ (1964)
- „Копна“ (1972)
- „Глас пријатеља“ (1974)
- „Сонети о Наиси“ (1977)
- „Осмех је најдражи гост“ (1980)
- „Срце спавача“ (1985)
- „Потоп и небеса“ (1988)
- „Без Ноја“ (1990)
- (1990)
- „Повратак у Наису“ (1991)
- „Сићевачке визије“ (1995)
- „Језгра“ (1995)
- „Таложење смисла“ (1999)
- „Усхит и сан“ (2003)
- „Из дубоког света“ (2008

Миленковић је објавио и следеће антологије;
- „Љубавни позив непостојећем“ (—)
- „Сабрана дела Бранка Миљковића” (у сарадњи), „Градина”, Ниш, 1972;
- „Песме са крила зоре”, „Народне новине”, Ниш, 1979,
- „Крилата звезда“ (1981)
- Чекам своју звезду, „Стеван Сремац”, Ниш, 1996, (антологија дечије поезије);
- „Похвала свету”, „Градина”, Ниш, 1994, (избор раних песама Бранка Миљковића),
- „Све што цвета”, „Просвета”, Ниш 1996, (антологија поезије за децу);
- „Светлост узнесења”, Фонд „Дејан Манчић”, Ниш, 2008, (антологија светске и српске духовне поезије).
- „Стеван Сремац и стари Ниш”, Народна библиотека „Стеван Сремац”, Ниш 2017.[9]
- ,,Бранко Миљковић - Судбински глас песника", Scero Print и Народни музеј Ниш, Ниш, 2020
- ,,Језик богова - Са песницима вековима", Удружење стваралаца Ниша ,,Цар Константин", Ниш, 2022

### Преведене књиге
- „Крилата звезда,” „Братство”, Ниш, 1971;
- „Антологија српске дечије поезије” на бугарском језику,
- „Senza Noe”, Бари, „La Vallisa”, 1990, (изабране песме на италијанском језику),
- „Таложење на смислата”, „Менора”, Скопље, 2005

## Награде и признања
Миленковић је добитник бројних награда и признања од којих су најзначајнија;
- Награда Београдског универзитета за поезију (1958)
- Октобарска награда града Ниша (1973)
- Две награде за културни догађај године
- Златни знак КПЗ Србије
- Награда за поезију Фонда „Драгојло Дудић“
- Специјалне плакета за значајно књижевно стваралаштво италијанских писаца (1989)
- Сребрна плакета Савеза новинара Југославије
- Златна медаља Европске академије уметности (2004)
- Стални члан жирија од оснивања Фонда „Дејан Манчић“ (2000)
- Јубиларна медаља „Цар Иван Страцимир” Општинског народног савета града Видина.
- „Сићевачка визија” за изузетан допринос Књижевној колонији Сићево (2024).[10]